# Topomyia aureoventer
Topomyia aureoventer är en tvåvingeart som först beskrevs av Theobald 1910.  Topomyia aureoventer ingår i släktet Topomyia och familjen stickmyggor. Inga underarter finns listade i Catalogue of Life.